# La Masquerade Infernale
La Masquerade Infernale — второй студийный альбом группы Arcturus, вышедший в 1997 году.

## Об альбоме
La Masquerade Infernale считается большинством поклонников вершиной творчества группы, имеет теплые отзывы критиков и множество «теплых» рецензий. Музыка альбома представляет собой сбор различных музыкальных стилей. В альбоме можно услышать различные классические (скрипка, альт), народные (например, рожок) инструменты и множество разнообразных ритмов и музыкальных ходов, ещё более отдаляющих музыку Arcturus от канонов классического блэк-метала, нежели музыка первого альбома, которая к тому-же была пропитана готикой и медленным думом.

## Лирика
Лирика альбома, как и всего творчества группы в целом, насыщена сатанинскими темами, что все таки сближает музыку группы с классическим блэк-металом, хотя в данном альбоме также имела место тема театра и литературы. Само название альбома подразумевает собой «адский маскарад».

## Музыка
Оценка музыкального стиля альбома дана как авангардный метал. Над музыкой альбома работала группа Arcturus, так же было множество приглашенных исполнителей, в том числе Симен Хэстнэс, который, благодаря своему высокому голосу и оперной манере исполнения, был впоследствии приглашен на должность вокалиста Arcturus, заменив собой Гарма, начиная с альбома Sideshow Symphonies. В 2003 году альбом переиздан лейблом Candlelight Records. Звучание альбома было улучшено, произведен ремастеринг, а также убран скрытый трек.

## Список композиций
1. Скрытый трек (только на первом нажиме; перемотайте от трека 1, чтобы услышать) — 1:27
2. Master of Disguise — 6:43
3. Ad Astra — 7:36
4. The Chaos Path — 5:34
5. La Masquerade Infernale — 2:00
6. Alone — 4:42
7. The Throne of Tragedy — 6:34
8. Painting My Horror — 5:59
9. Of Nails and Sinners — 6:03

## Участники записи
- Рюгг, Кристофер — Вокал, семплирование
- Стейнар Сверд Йонсен — Клавишные
- Ян Аксель Бломберг — Ударные
- Кнут Магне Валле — Гитары
- Хью Мингей «Skoll» — Бас-гитара

### Приглашённые музыканты
- Симен «ICS Vortex» Хэстнэс : Вокальная партия на «The Chaos Path», бэк-вокал на «Master Of Disguise» и «Painting My Horror»
- Carl August Tidemann : Добавочное соло на «Ad Astra» и «Of Nails And Sinners»
- Идун Фелберг : Рожок на «Ad Astra»
- Эрик Оливиер Ланселот aka «AiwarikiaR» : Флейта на «Ad Astra»
- Свен Хауген — Контрабас
- Вегард Йонсен — Скрипка
- Дорт Дрейер — Альтовые
- Ганс Йозэф Грох — Виолончель